# Greve no ensino público federal do Brasil em 2024
A greve no ensino público federal do Brasil em 2024 foi um movimento de greve deflagrado em 11 de março de 2024. Os primeiros a deflagarem o movimento grevista foram os servidores técnico-administrativos em educação (TAEs) de algumas Universidades Federais brasileiras.
Os representantes sindicais do movimento grevista, ANDES-SN, o SINASEFE e a Fasubra, assinaram o acordo com o governo brasileiro em 27 de junho de 2024.